# Mostek kapitański

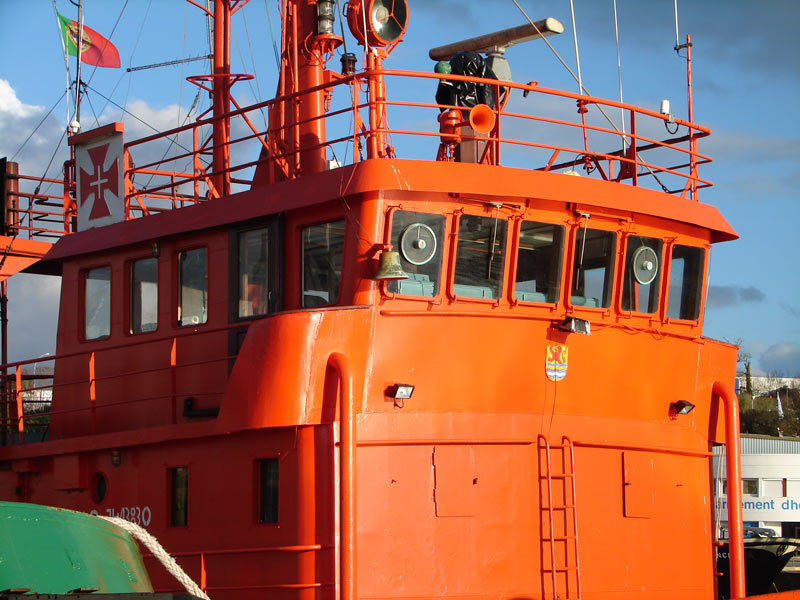
Widok mostku z zewnątrz na holowniku „Leao Dos Mares”

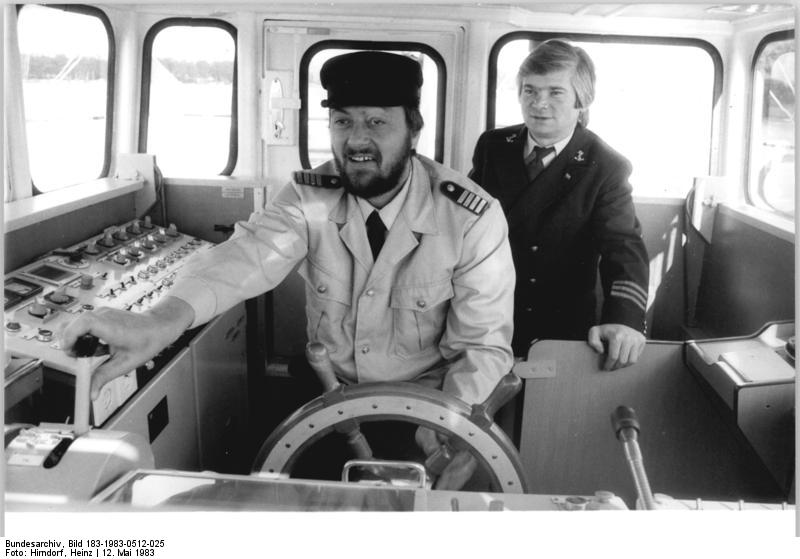
Kapitan za kołem sterowym na mostku małej jednostki

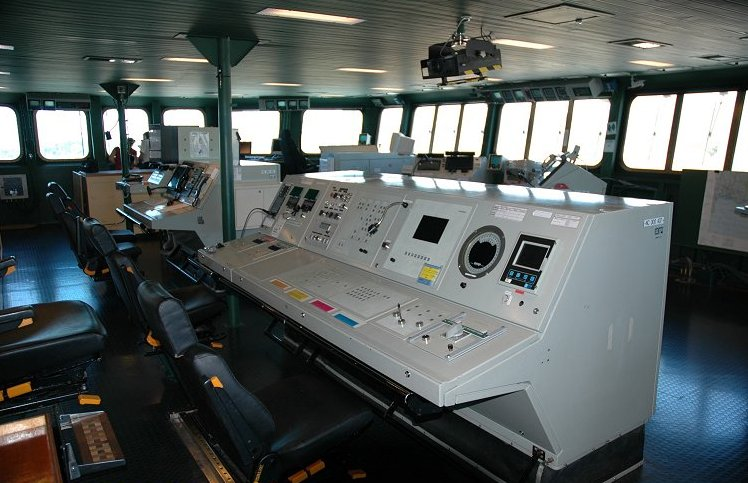
Pomost nawigacyjny na francuskim lotniskowcu Charles de Gaulle

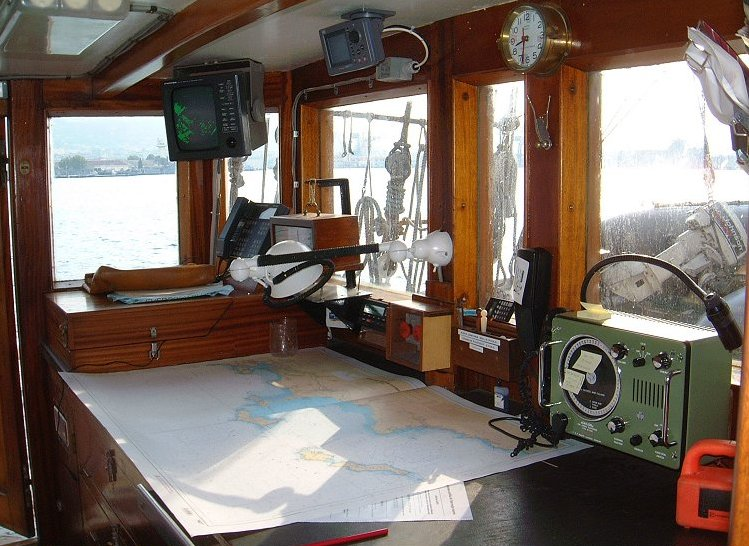
Mostek, a właściwie kabina nawigacyjna na żaglowcu Etoile

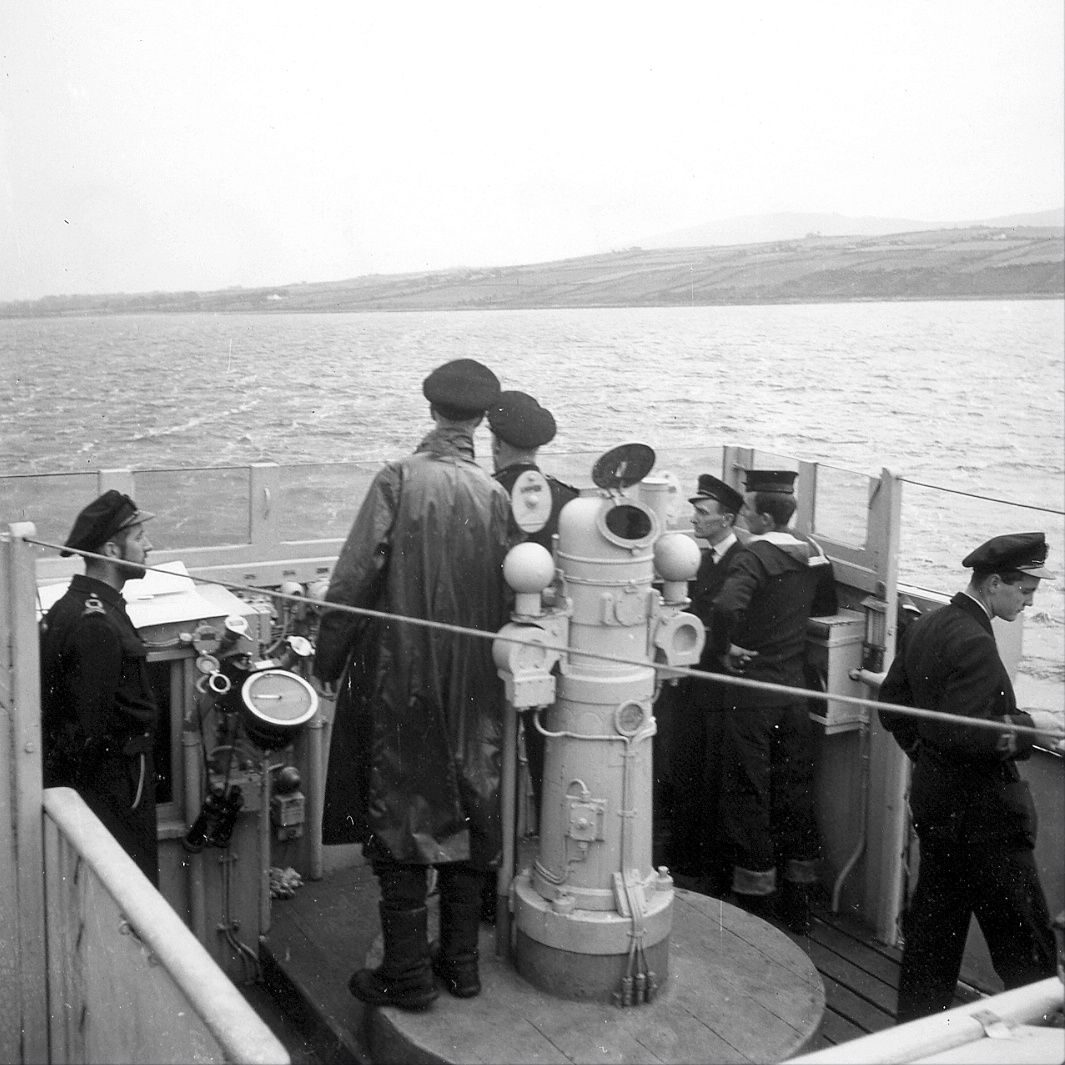
Pomost bojowy na starszym okręcie – korwecie HMCS „Trillium”

Mostek kapitański (lub mostek, sterówka, mostek lub pomost nawigacyjny, pomost bojowy) – najwyższa kondygnacja w dominującej nadbudówce lub samodzielna nadbudówka na statku (żaglowcu, małej jednostce pływającej). Znajduje się tam centralny punkt kierowania statkiem. Z tego też względu miejsce to powinno zapewniać dobrą widoczność wokół jednostki. Aby ją jeszcze poprawić, na boki wyprowadza się pomosty w kierunku burt nazywane skrzydłami mostku wyposażone w repetytory (przekaźniki, „powtarzacze”) kompasów z namiernikami oraz często w panele sterowania sterami strumieniowymi. Skrzydła te zapewniają możliwość prowadzenia obserwacji w kierunku tylnej strefy statku oraz pomagają w prawidłowym przeprowadzeniu manewrów portowych lub dokowania.
Na mostku znajdują się wszystkie urządzenia i przyrządy niezbędne do kierowania statkiem: koło sterowe (wolant, joystick), telegraf maszynowy, ekrany radarowe (A.R.P.A.), żyrokompas, kompas magnetyczny i ich repetytory, repetytory logu, urządzenia nawigacyjne (GPS, LORAN C, ENC), echosondy, centralki systemów alarmowych, kierowania systemami ppoż. i niektórymi instalacjami statku, centralki zamykania drzwi wodoszczelnych, monitory telewizji przemysłowej, środki łączności (satelitarnej, radiowej), chronometr, panele obsługi świateł statkowych i nadawania sygnałów dźwiękowych itp.
Na współczesnych statkach handlowych mostek stanowi jedno pomieszczenie całkowicie zamknięte, mocno przeszklone (czasami przyciemnianym szkłem) oraz często rozciągające się aż do końców skrzydeł mostka. W jego obrębie wydziela się osłonięte miejsce, w którym można pracować przy świetle bez ryzyka łamania zasady zaciemnienia w porze nocnej. Miejsce to nazywa się kabiną nawigacyjną. Nazwa ta jest reliktem z czasów, gdy do mostku przylegała taka kabina. Do rejonu mostku wlicza się też znajdujący się nad nim pokład namiarowy, zwany też pokładem pelengowym. Najczęściej znajduje się na nim kompas magnetyczny, będący kiedyś kompasem głównym (obecnie kompasem głównym na statkach jest znacznie dokładniejszy żyrokompas). Tam też dawniej brano namiary na gwiazdy, słońce (astronawigacja) lub na obiekty na lądzie (nawigacja terrestryczna). Obecnie jest to miejsce dla anten urządzeń nawigacyjnych, łącznościowych i radarowych. Jedynie na niektórych statkach pasażerskich lub luksusowych dużych jachtach motorowych, miejsce nad mostkiem przeznacza się na pokład widokowy (osłonięty albo otwarty) lub miejsce dla części infrastruktury hotelowo-gastronomicznej (bar, restauracja, luksusowe kabiny itp.). Na dużych statkach wejście na mostek stanowi zaciemnioną śluzę z niebieskim lub czerwonym światłem, pozwalającą na przystosowanie wzroku do warunków panujących w nocy.
Nazwa mostek wywodzi się z czasów bocznokołowców, gdy miejscem sterowania statkiem stał się pomost łączący oba koła łopatkowe. Z chwilą pojawienia się śrubowców miejsce to przeniesiono na najwyższy nieosłonięty pokład nadbudówki. Mimo to nazwa mostek już pozostała. W miarę upływu czasu, mimo oczywistych niewygód rozwiązania w postaci otwartego stanowiska dowodzenia narażonego na morskie warunki pogodowe, wprowadzono tylko niewielką modyfikację – przeszkloną budkę dla pilota. Rozwiązanie się przyjęło, choć rozszerzanie dalej zabudowy mostka trochę trwało. Należało metodą prób i błędów odpowiednio ukształtować ściany mostka, tak, aby zacinający z wiatrem deszcz nie zalewał szyb, ograniczając widoczność. Wprowadzono różne systemy urządzeń oczyszczających szyby (wykorzystujące siłę odśrodkową, termiczne). Jednak słuch ludzki odgrywał dalej wielką rolę w czasie prowadzenia żeglugi, szczególnie podczas mgły. Upowszechnienie się radaru i innych urządzeń nawigacyjnych spowodowało całkowite zamknięcie się mostka. Sternika zastąpił autopilot (w gwarze morskiej tzw. Kubuś lub Michałek). Oczy i uszy ludzkie wyręczył radar sprzęgnięty z ARPA, ostrzegający przed kolizjami i pomagający w prowadzeniu nawigacji terrestrycznej. Astronawigacja ustąpiła pola GPS.
Na okrętach wojennych przyjęło się określać stanowisko dowodzenia mianem pomostu bojowego. W miarę wzrostu skuteczności rażenia broni morskich pomost na większych okrętach (pancerniki, krążowniki) zyskał opancerzenie. Wciąż jednak na większości okrętów pomosty bojowe były tradycyjnie otwarte, z uwagi na lepsze warunki obserwacji (z wyjątkiem marynarki amerykańskiej). Na wielu okrętach istniał podział na umieszczony najwyżej odkryty pomost bojowy, z którego dowódca wydawał komendy oraz umieszczoną poniżej zamkniętą sterówkę, w której znajdował się sternik i operatorzy telegrafu maszynowego, wykonujący jedynie polecenia (np. brytyjskie krążowniki i niszczyciele okresu obu wojen światowych). Na innych okrętach, oprócz odkrytego pomostu, można było dowodzić z przeszklonej sterówki lub w ogóle brak było odkrytego pomostu. W celu zwiększenia przeżywalności okrętu niektóre komponenty kierowania okrętem przenoszono do innych części jednostki. Stosowano też zapasowe stanowiska dowodzenia, zwykle na rufie. Wynalezienie broni atomowej spowodowało szybkie zamknięcie pomostów, które znalazły się wewnątrz okrętowej gazoszczelnej cytadeli. Ośrodek dowodzenia przeniesiono do wnętrza kadłuba. Powstało w ten sposób bojowe centrum informacyjne oraz bojowe centrum dowodzenia.
Mimo że nazwy mostek, pomost, sterówka znaczą to samo, jednak nazwanie sterówki kutra rybackiego inną nazwą zawsze będzie nieodpowiednie.
Wyróżnia się niekiedy mostek admiralski, dla oficerów wyższych rangą.

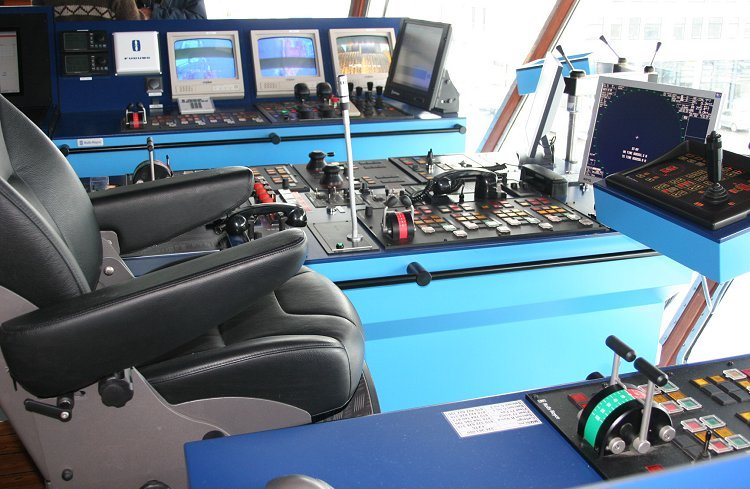
Mostek na holowniku Abeille Boudon
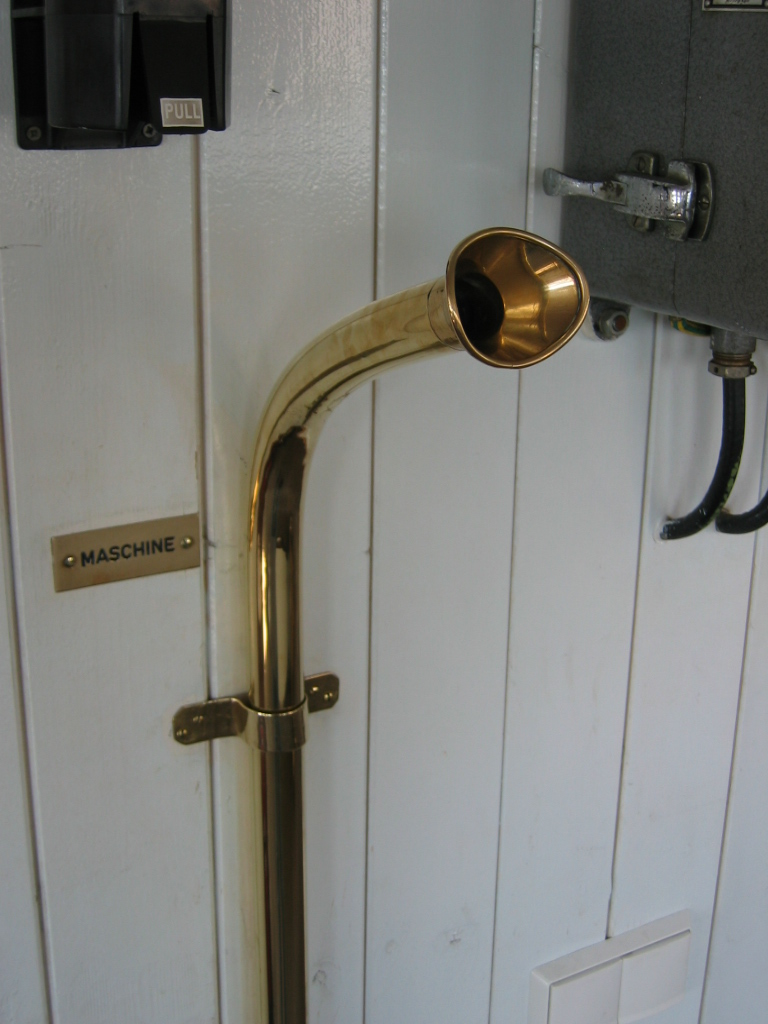
Rura głosowa na mostku parowca służąca do komunikacji z maszynownią
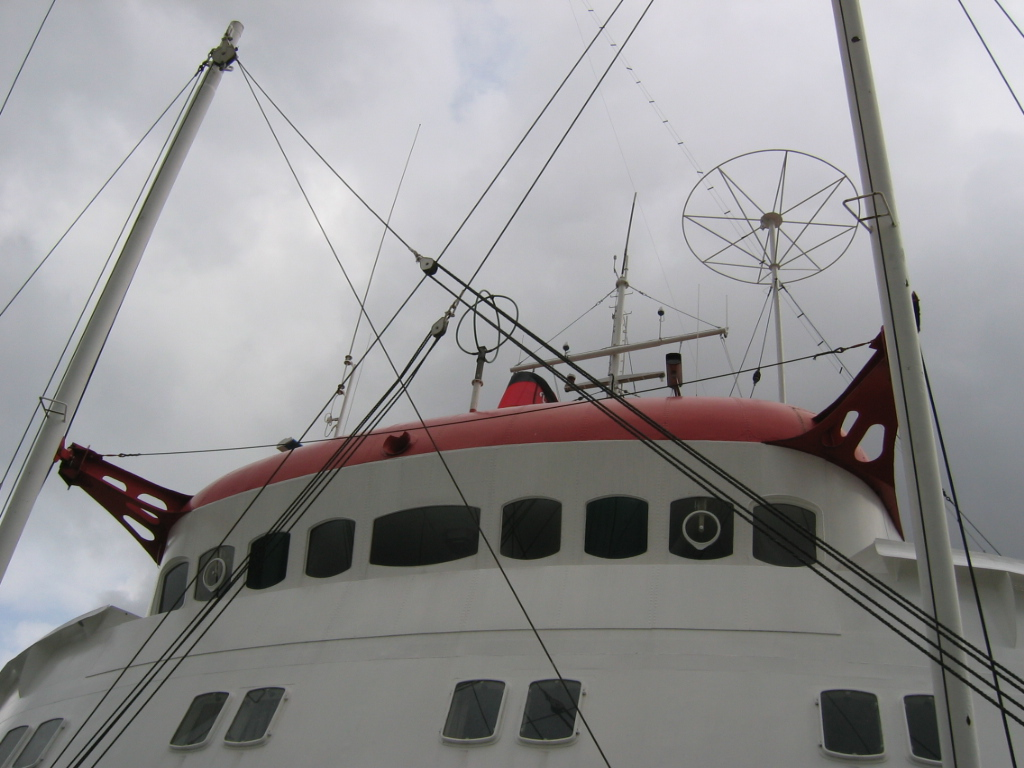
Widok mostku z zewnątrz na drobnicowcu z lat 60. XX w.